# Casa parroquial (Moià)
La Casa parroquial és una obra de Moià inclosa a l'Inventari del Patrimoni Arquitectònic de Catalunya.

## Descripció
Façana de la casa situada al carrer de st. Antoni, amb interessant portal adovellat de pedra distribuïda segons carreus regulars i formant un esvelt arc de mig punt. Finestres de factura simple molt reformades. A la banda dreta del portal una fornícula guarda una talla de pedra de st. Antoni de Pàdua.

## Història
L'edifici presenta la tipologia habitual de la casa important de poble durant el segle xvii a Moià. La imatge de st. Antoni sembla col·locada posteriorment dins la fornícula.